# Renault RE20
O RE20/RE20B é o modelo da Renault das temporadas de 1980 e 1981 da F1. Condutores: Jean-Pierre Jabouille, René Arnoux e Alain Prost.

## Resultados[1][2]
(legenda) (em negrito indica pole position e itálico volta mais rápida)
| Ano  | Chassi | Motor                        | Pneus | N° | Pilotos               | 1   | 2   | 3   | 4   | 5   | 6   | 7   | 8   | 9   | 10  | 11  | 12  | 13  | 14  | 15  | Pontos  | Posição |  |
| ---- | ------ | ---------------------------- | ----- | -- | --------------------- | --- | --- | --- | --- | --- | --- | --- | --- | --- | --- | --- | --- | --- | --- | --- | ------- | ------- |  |
|      |        |                              |       |    |                       |     |     |     |     |     |     |     |     |     |     |     |     |     |     |     |         |         |  |
|      |        |                              |       |    |                       | ARG | BRA | RSA | USW | BEL | MON | FRA | GBR | GER | AUT | NED | ITA | CAN | USA |     |         |         |  |
| 1980 | RE20   | Renault-Gordini EF1 V6 Turbo | M     | 15 | Jean-Pierre Jabouille | Ret | Ret | Ret | 10  | Ret | Ret | Ret | Ret | Ret | 1   | Ret | Ret | Ret |     |     | 38      | 4º      |  |
| 1980 | RE20   | Renault-Gordini EF1 V6 Turbo | M     | 16 | René Arnoux           | Ret | 1   | 1   | 9   | 4   | Ret | 5   | NC  | Ret | 9   | 2   | 10  | Ret | 7   |     | 38      | 4º      |  |
|      |        |                              |       |    |                       |     |     |     |     |     |     |     |     |     |     |     |     |     |     |     |         |         |  |
|      |        |                              |       |    |                       | USW | BRA | ARG | SMR | BEL | MON | ESP | FRA | GBR | GER | AUT | NED | ITA | CAN | LVS |         |         |  |
| 1981 | RE20B  | Renault-Gordini EF1 V6 Turbo | M     | 15 | Alain Prost           | Ret | Ret | 3   | Ret | Ret |     |     |     |     |     |     |     |     |     |     | 61 (54) | 3°      |  |
| 1981 | RE20B  | Renault-Gordini EF1 V6 Turbo | M     | 16 | René Arnoux           | 8   | Ret | 5   | 8   |     | Ret |     |     |     |     |     |     |     |     |     | 61 (54) | 3°      |  |

↑1  Do GP da Bélgica (Arnoux) e do GP de Mônaco (Prost) até Las Vegas, utilizaram o RE30 marcando 48 pontos (54 no total).